# Nothria crassisetosa
Nothria crassisetosa är en ringmaskart som först beskrevs av Chamberlin 1919.  Nothria crassisetosa ingår i släktet Nothria och familjen Onuphidae. Inga underarter finns listade i Catalogue of Life.